# Coimbra (kommun i Brasilien)
Coimbra är en kommun i Brasilien.   Den ligger i delstaten Minas Gerais, i den sydöstra delen av landet, 800 km sydost om huvudstaden Brasília. Antalet invånare är 7 054.
Omgivningarna runt Coimbra är huvudsakligen savann. Runt Coimbra är det ganska tätbefolkat, med 60 invånare per kvadratkilometer.